# Euphaedra (Euphaedrana) cottoni
Euphaedra (Euphaedrana) cottoni es una especie de  Lepidoptera, de la familia Nymphalidae,  subfamilia Limenitidinae, tribu Adoliadini, pertenece al género Euphaedra, subgénero (Euphaedrana).

## Localización
Esta especie de Lepidoptera se encuentra localizada en Nigeria, Camerún Zaire  y parte este de la República Democrática del Congo, África.